# Elipsis (narratología)
En la narración de una historia, una elipsis es un salto en el tiempo o en el espacio. El espectador no pierde la continuidad de la secuencia, aunque se hayan eliminado los pasos intermedios.

## Clasificación
Las elipsis pueden clasificarse según la razón de esa eliminación. De manera tal que pueden ser elipsis inherentes, expresivas, de estructura o de contenido.

## Elipsis inherentes
Las elipsis inherentes sirven para desaparecer espacios y tiempos débiles o inútiles en la acción. También por razones de tiempo de la película, para ajustar la duración del metraje. Los planos cortos permiten, no solo mostrar con detallismo expresivo a los actores, sino que también deshacerse gran parte del espacio, ya que sería irrelevante e innecesario para la narración del filme. Seguramente, la elipsis de tipo inherente es la más utilizada en la historia del cine. En algunos casos, se muestra un rótulo con la aclaración del lazo de tiempo que separa una escena de otra; por ejemplo, la película Náufrago, se realizó una elipsis de 4 años en la isla.

## Elipsis expresivas
Las elipsis pueden dar un efecto dramático o para acompañar un significado simbólico. En 2001: Una odisea del espacio, cuando el simio arroja el hueso al aire, este se transforma en una nave espacial, simbolizando la evolución de la tecnología humana.
Aunque también se considera una elipsis inherente, ya que traspasa millones de años.

## Elipsis de estructura
Estas elipsis disimulan un movimiento decisivo de la acción para suscitar el suspense. La elipsis de estructura puede subdividirse en dos tipos:
a) Objetivas: todo aquello que se le oculta al espectador. Por ejemplo, todos aquellos filmes de detectives y misterio, en donde al comienzo de la película, un personaje es asesinado por alguien no visto por la cámara, y se sabrá quien fue en el final de la historia.
b) Subjetivas: todo lo que ignora el personaje, es ignorado también por el espectador. Tal es el caso de las escenas en donde el protagonista no escucha lo que dicen los demás y decide hablar con su pensamiento, hablando en primera persona; para eso, se suprime el sonido externo.

## Elipsis de contenido
Las elipsis usadas por orden de la censura social, se denominan elipsis de contenido. Hablamos de la eliminación de escenas de sexo, violencia, heridas que dan impresión, etc. La historia del cine ha mostrado los duros enfrentamientos que han sufrido varios directores al ver como son obligados a cortar sus propias obras. Sin embargo, a veces son los propios directores que lo realizan por razones de comodidad. Por otro lado, se sabe que estas elipsis se utilizan por razones comerciales: al censurar todas las escenas "empedernidas" se puede lograr un mayor número de espectadores. Es decir, pasar de ser una película para adultos a una para toda la familia.